# Подстепок
Подстепок (Подстепная Бассарга, Подстепка) — протока в России, правый рукав Бахтемира (рукава Волги), протекает по Лиманскому и Икрянскому районам Астраханской области. Устье находится у посёлка Хмелевой. Длина составляет 12 км. Протекает через село Оранжереи.

## Этимология
Подстепок в диалектной речи означает речной рукав без устья, пропадающий в песках и камышах или идущий в сторону степи.

## Данные водного реестра
По данным государственного водного реестра России относится к Нижневолжскому бассейновому округу. Речной бассейн реки — Волга от верхнего Куйбышевского водохранилища до впадения в Каспий.
Код объекта в государственном водном реестре — 11010002512012100014068.